# Otakar Dolejš (1956)
Otakar Dolejš (* 11. dubna 1956) je český fotbalový trenér.

## Trenérská kariéra
V československé lize byl asistentem trenérů Dušana Uhrina st. (na jaře 1986 společně s Luďkem Procházkou, v ročníku 1986/87 a na podzim 1990) a Michala Jelínka (v sezoně 1987/88 společně s Jiřím Tichým a na podzim 1988) u mužstva Chebu.
V České fotbalové lize (jedna ze skupin 3. nejvyšší soutěže) vedl Spolanu Neratovice (1994/95 a 1995/96) a 1. FC Plzeň (1997/98).
Trénoval také v Libyi, Thajsku, Spojených arabských emirátech (SAE) a Myanmaru (Barmě).